# Konserveringsmedel
Konserveringsmedel, ämnen som tillsätts textilier, papper, läder, livsmedel, rengöringsmedel, kosmetika m.fl. produkter för att förlänga deras hållbarhet och bevara deras egenskaper. Ämnena hindrar till exempel skador från mikroorganismer och inverkan från syre. Konserveringsmedel som livsmedelstillsats har E-nummer från E 200 till E 297. Utöver detta finns även lysozym som har E 1105.

## Hälsorisker
Den som inte tål acetylsalicylsyra, som finns i vissa febernedsättande preparat, kan reagera mot konserveringsmedlet bensoesyra och dess salter, bensoater (E2011-E215 och E218-219). Astmatiker kan reagera mot sulfit (E220-E228). En tredjedel av alla äggallergiker reagerar mot lysozym som tillverkas av ägg (E1105).
Konserveringsmedel E250 (natriumnitrit) tillsätts i charkuterivaror och färdiglagade portioner (Findus, Dafgård, Felix, Billys). Det är ett omdiskuterat ämne där djurförsök har visat att natriumnitrit ökar risken för cancer. Det tillåts därför inte av Krav.